# Mastretta MXA/MXB
El Mastretta MXA/MXB es un coche armable construido por Mastretta entre los años 1995 y 2000.

## Diseño y desarrollo
El primer prototipo del MXA se comenzó a diseñar en 1991 con recursos de Unidiseño (hoy Tecnoidea), en el diseño trabajaron Daniel Mastretta, Gumesindo Cuevas y Carlos Vélez (los dos últimos eran exempleados de CAPRE), en dicho diseño trabajaron sobre el chasis de un VW Sedán, al cual se le redujo 300 mm con el fin de obtener dimensiones más adecuadas para un deportivo de 2 plazas. Durante el diseño se encontraron varios problemas, entre ellos la crisis de 1995, finalmente el primer prototipo del MXA salió en otoño de 1995, en ese mismo año se comenzó la producción del auto en un local con dimensiones reducidas y condiciones precarias.
En 1996 los hermanos Mastretta rentan un local de 1000 m², en dichas instalaciones se construyeron 3 autos para ser enviados a Alemania. En ese mismo año se anunció una nueva versión, el MXB, que montaba un motor de Golf de 1.8 L de 90 HP. En total se construyeron 15 unidades entre ambos modelos, de los cuales la mayoría fueron enviados a Alemania y Estados Unidos. Daniel Mastretta afirma que solo hay 2 en el Distrito Federal y uno fue enviado a Barbados a la compañía Evolution Cars.
El Mastretta MXA/MXB está montado sobre el chasis del VW Sedán y su carrocería está hecha de fibra de vidrio, el MXA cuenta con un motor de VW Sedán de 44 HP mientras el MXB cuenta con un motor del VW Golf de 90 HP, además de modificaciones en la carrocería como los faros.

### Motor
| Modelo | Motor   | Cilindrada | Potencia | Velocidad Máxima |
| MXA    | 1.6i B4 | 1598 cc    | 44 HP    | 127 km/h         |
| MXB    | 1.8 L4  | 1781 cc    | 90 HP    | 145 km/h         |